# Асотин (окръг)
Окръг Асотин (на английски: Asotin County) е окръг в щата Вашингтон, Съединени американски щати. Площта му е 1660 km², а населението – 22 535 души (2017). Административен център е град Асотин.